# Новофёдоровка (Полтавская область)
Новофёдоровка (укр. Новофедорівка) — село,
Чутовский поселковый совет,
Чутовский район,
Полтавская область,
Украина.
Код КОАТУУ — 5325455107. Население по переписи 2001 года составляло 443 человека.

## Географическое положение
Село Новофёдоровка находится на левом берегу реки Коломак,
выше по течению на расстоянии в 3 км расположен пгт Чутово,
ниже по течению на расстоянии в 3 км расположено село Виноминовка,
на противоположном берегу — село Стенка.
Рядом проходит автомобильная дорога М-03.